# Dela serdetjnyje
Dela serdetjnyje (russisk: Дела сердечные) er en sovjetisk spillefilm fra 1973 af Azjdar Ibragimov.

## Medvirkende
- Antonina Sjuranova som Lida
- Jekaterina Markova som Natasja
- AnatoliJ Papanov som Boris Ivanovitj
- Georgij Taratorkin som Jevgenij Pavlovitj
- Pavel Vinnik